# Herilla
Herilla  (лат.) — род наземных лёгочных улиток из трибы Alopiini семейства Clausiliidae.

## Описание
Раковина продолговатая, веретеновидная, обычно гладкая, от желтовато до красновато-коричневого цвета с белым швом между витками, иногда со слабым белым поверхностным слоем. Устье раковины обычно округлой формы. Размеры раковины 12—37 х 3,5—8,5 мм.

## Ареал
Улитки рода Herilla распространены в Южной Европе от Боснии до севера Албании и запада Румынии (Западной Трансильвании).

## Виды
В роде Herilla 6 видов:
- Herilla bosniensis (Pfeiffer, 1868)
- Herilla durmitoris (Boettger, 1909)
- Herilla illyrica (Möllendorff, 1899)
- Herilla jabucica (Böttger, 1907)
- Herilla pavlovici (Wagner, 1914)
- Herilla ziegleri (Küster, 1847)